# Xanthorhoe tuta
Xanthorhoe tuta är en fjärilsart som beskrevs av Claude Herbulot 1981. Xanthorhoe tuta ingår i släktet Xanthorhoe och familjen mätare. Inga underarter finns listade i Catalogue of Life.